# Kirche Frießnitz

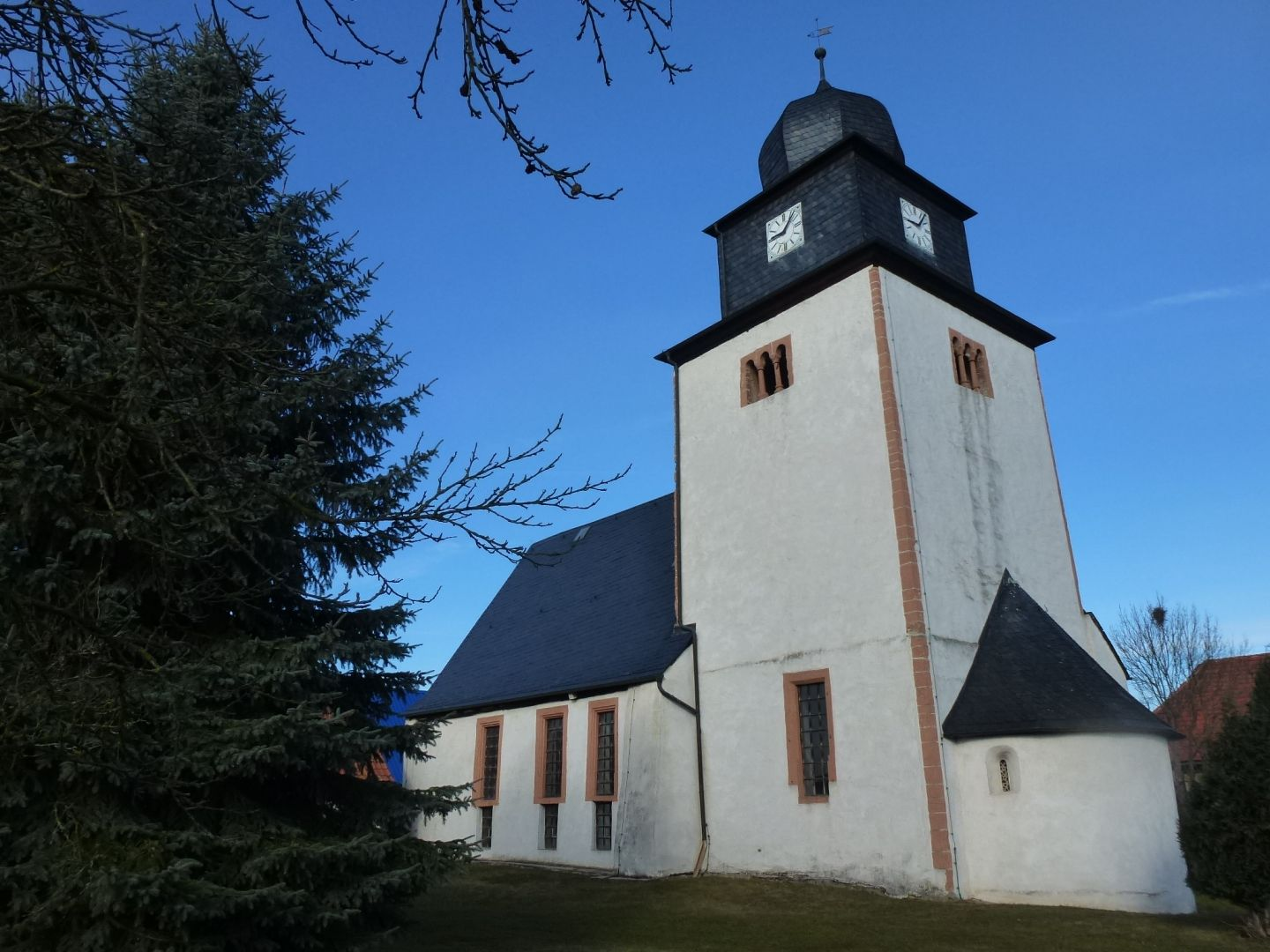
Kirche Frießnitz

Die Kirche Frießnitz steht in der Straße Kirchberg 5 von Frießnitz, einem Ortsteil der Gemeinde Harth-Pöllnitz im Landkreis Greiz in Thüringen.
Die Kirchengemeinde Frießnitz gehört zum Pfarrbereich Niederpöllnitz im Kirchenkreis Gera des Bischofssprengels Erfurt der Evangelischen Kirche in Mitteldeutschland.

## Baubeschreibung

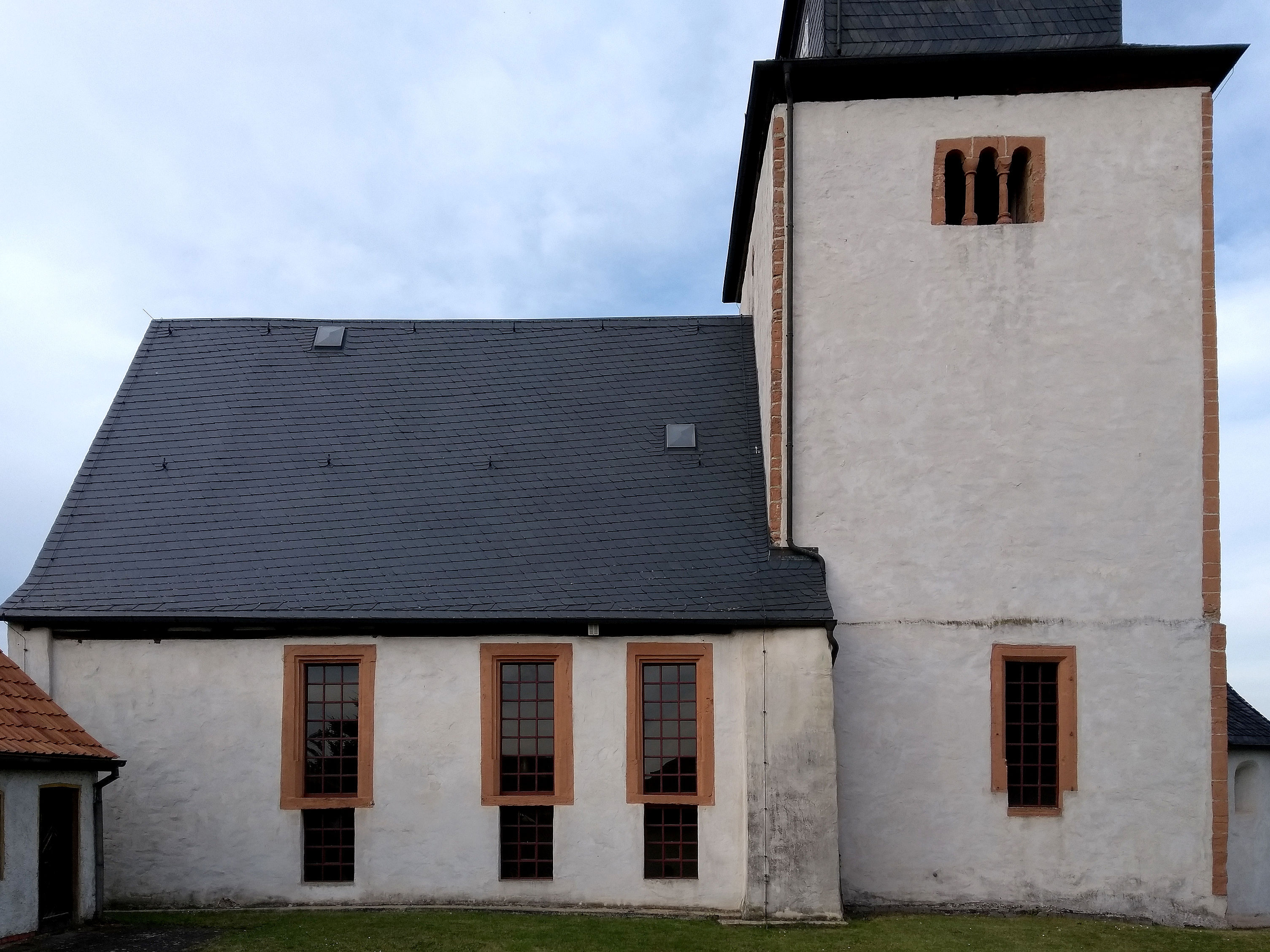
Kirche Frießnitz, Ansicht von Süden

Die Saalkirche ist im Wesentlichen eine romanische Kirche mit eingezogenem Chor und halbrunder Apsis mit Apsiskalotte. Der Chorturm ist erst Mitte des 13. Jahrhunderts durch Aufstockung entstanden. Der alte Giebel im Osten des Kirchenschiffs ist im Innern des Turms sichtbar. An der Ost-, der Süd- und der Nordseite des obersten Geschoss des Turms befinden sich Triforien mit Schautafeln an den Trapezkapitellen und Kelchblockkapitellen. Darüber ist ein schieferverkleideter Aufsatz aus Fachwerk mit geschweifter Haube. 1592 wurden die Fenster vergrößert, wie an der Südseite bezeichnet. An der Nord- und Westseite wurden 1691 eingeschossige Emporen eingebaut. Die Empore im Süden wurde zwischen 1961 und 1963 beseitigt. 1901 wurde der Kirchenboden abgesenkt und der Kanzelaltar abgebrochen. 1992 fand die letzte Umgestaltung statt. Der Innenraum wurde neu gefasst. Außerdem wurden im Kirchenschiff und im Chor die Decken in Felder unterteilt.

## Ausstattung
Unter dem erneuerten Triumphbogen steht eine Kreuzigungsgruppe einer vogtländischen Werkstatt aus der Mitte des 17. Jahrhunderts, den Figuren des ehemaligen Altars der Stadtkirche zu Weida stilistisch verwandt. Das Kruzifix aus dem 17. Jahrhundert stammt vom selben provinziellen Bildschnitzer wie das Kruzifix in der Kirche von Großebersdorf. Im Chor stehen zwei kleine, hölzerne Engel aus dem 18. Jahrhundert, drei, z. T. fragmentierte Grabsteine aus der 1. Hälfte des 17. Jahrhunderts sowie ein großes Epitaph aus Alabaster für Anna Margareta von Carlowitz mit Rahmung aus gewundenen Säulen, Knorpelwerk, Kartuschen mit Inschriften, Engeln und Wappen.
Die Orgel mit neun Registern, verteilt auf ein Manual und ein Pedal, wurde um 1900 von Adam Eifert gebaut.